# Vicente Di Grado
Vicente Di Grado (1922-2004) foi um artista plástico, designer gráfico e professor brasileiro.

## Biografia
Vicente Di Grado nasceu no mesmo ano em que ocorreu a Semana de Arte Moderna e sua vida foi marcada pelas profundas transformações artístico-culturais ocorridas na cidade de São Paulo após esse evento. Seu interesse pelas artes o levou à Faculdade de Belas Artes, onde, em 1948, concluiu o curso de escultura (um dos primeiros a ser oferecido, desde 1925).
Em 1966, Di Grado retornou à instituição na condição de professor, após ter adquirido experiência profissional nas artes plásticas e design gráfico (somava diversas exposições, e atuação como artista gráfico e diretor artístico em publicidade).
Di Grado influenciou gerações e defendeu a arte como uma das bases essenciais para a formação do cidadão e elemento marcante para o bom profissional conseguir promover o diálogo e refletir sobre seu tempo. 
O Museu de Belas Artes de São Paulo (MuBA) nomeou uma de suas galerias em homenagem a Vicente Di Grado, a qual é destinada a exposições temporárias de arte, arquitetura e comunicação.
Em 1963 uma de suas capas ganhou o Prêmio Jabuti.